# Codal
Codal est une ancienne paroisse civile portugaise (en portugais : freguesia) de la municipalité de Vale de Cambra dans le district d'Aveiro.
La loi no 11-A/2013 du 28 janvier 2013, portant réorganisation administrative du territoire des freguesias, fusionne Codal avec les paroisses voisines de Vila Chã et Vila Cova de Perrinho pour former l’União das freguesias de Vila Chã, Codal e Vila Cova de Perrinho (dont le siège est à Vila Chã).